# 牛畜
牛畜（?—?），战国初期赵国人物。
番吾君从代地来，问公仲连说你在赵国为相四年，推荐过人才吗？公仲说没有。番吾君推举牛畜、荀欣、徐越。公仲连于是向赵烈侯推荐三人。牛畜以仁义开导国君，用王道的治国策略约束国君，烈侯的态度越来越温和。赵烈侯以徐越为太师，赐相国公仲连两套衣服。《汉书·古今人表》以牛畜为中上第四等人物。